# Złoty środek (film)
Złoty środek – polska komedia z 2009 roku w reżyserii Olafa Lubaszenki.
Piosenkę promującą film „Noszę spodnie, kiedy chcę” wykonali Kayah (autorka tekstu) i Jan Borysewicz (kompozytor).

## Obsada
- Anna Przybylska − jako Mirka
- Szymon Bobrowski − jako Tomasz Łopian
- Edward Linde-Lubaszenko − jako Józef
- Cezary Pazura − jako Stefan
- Tamara Arciuch − jako Wiktoria
- Krzysztof Kowalewski − jako minister Kwiatkowski
- Robert Gonera − jako Jarek Pokrzywa
- Paweł Wilczak − jako charakteryzator Bogumił
- Wojciech Paszkowski − jako Robert, partner Bogumiła
- Robert Górski − jako Paweł
- Mikołaj Cieślak − jako Piotr
- Izabela Kuna − jako recepcjonistka Ula
- Edyta Olszówka − jako Marta
- Weronika Książkiewicz − jako stażystka Kasia
- Maria Pakulnis − jako Elżbieta, matka Tomasza
- Krzysztof Wakuliński − jako Jerzy, ojciec Tomasza

### Postacie epizodyczne
- Roger Guerreiro[2] − jako futbolista
- Wojciech Gąssowski − jako piosenkarz
- Jan Borysewicz − jako wokalista zespołu punkrockowego
- Aleksandra Kisio − jako dziewczyna w klubie
- Sebastian Zieliński
- Olaf Lubaszenko − jako klawiszowiec
- Krystyna Tkacz − jako Gienia
- Zofia Czerwińska − jako Wacia
- Hanna Stankówna − jako Fela
- Jacek Kopczyński - jako urzędnik
- Krzysztof Krupiński - jako urzędnik
- Paweł Nowisz − jako urzędnik
- Marek Robaczewski − jako Marek von Robak, reporter telewizyjny
- Marek Molak

## Produkcja
Zdjęcia kręcono w Warszawie.